# Lijst van Britse ministers van Cultuur

## Ministers van Cultuur van het Verenigd Koninkrijk (1964–heden)
| Minister voor Technologie Minister of Technology                                                              | Minister voor Technologie Minister of Technology                                                              | Minister voor Technologie Minister of Technology                                                              | Ambtstermijn      | Ambtstermijn      | Partij             | Premier                       | Kabinet                                    | Overige functie(s)                                |
| --- | --- | --- | ----------------- | ----------------- | ------------------ | ----------------------------- | ------------------------------------------ | ------------------------------------------------- |
| | | Frank Cousins (1904–1986)                                                                                     | 16 oktober 1964   | 4 juli 1966       | Labour Party       | Harold Wilson (1964–1970)     | Wilson I                                   |                                                   |
| Wilson II | | Frank Cousins (1904–1986)                                                                                     | 16 oktober 1964   | 4 juli 1966       | Labour Party       | Harold Wilson (1964–1970)     |                                            |                                                   |
| | Tony Benn | Tony Benn (1925–2014)                                                                                         | 4 juli 1966       | 19 juni 1970      | Labour Party       | Harold Wilson (1964–1970)     |                                            |                                                   |
| | Geoffrey Rippon                                                                                               | Geoffrey Rippon (1932–2010)                                                                                   | 19 juni 1970      | 25 juli 1970      | Conservative Party | Edward Heath (1970–1974)      | Heath                                      |                                                   |
| | | John Davies (1916–1979)                                                                                       | 25 juli 1970      | 15 oktober 1970   | Conservative Party | Edward Heath (1970–1974)      | Heath                                      |                                                   |
| Minister voor Cultuur Minister for Arts                                                                       | Minister voor Cultuur Minister for Arts                                                                       | Minister voor Cultuur Minister for Arts                                                                       | Ambtstermijn      | Ambtstermijn      | Partij             | Premier                       | Kabinet                                    | Overige functie(s)                                |
| | | Burggraaf Eccles David Eccles (1904–1999)                                                                     | 15 oktober 1970   | 5 juni 1973       | Conservative Party | Edward Heath (1970–1974)      | Heath                                      | Thesaurier-generaal                               |
| Vacant | | |                   |                   |                    | Edward Heath (1970–1974)      | Heath                                      |                                                   |
| | | Norman St John-Stevas (1929–2012)                                                                             | 2 december 1973   | 4 maart 1974      | Conservative Party | Edward Heath (1970–1974)      | Heath                                      |                                                   |
| | | Hugh Jenkins (1908–2004)                                                                                      | 4 maart 1974      | 5 april 1976      | Labour Party       | Harold Wilson (1974–1976)     | Wilson III                                 |                                                   |
| | | Baron Donaldson van Kingsbridge Jack Donaldson (1907 1997)                                                    | 5 april 1976      | 4 mei 1979        | Labour Party       | James Callaghan (1976–1979)   | Callaghan                                  |                                                   |
| | | Norman St John-Stevas (1929–2012)                                                                             | 4 mei 1979        | 5 januari 1981    | Conservative Party | Margaret Thatcher (1979–1990) | Thatcher I                                 | Leader of the House of Commons                    |
| Kanselier van het Hertogdom Lancaster                                                                         | | Norman St John-Stevas (1929–2012)                                                                             | 4 mei 1979        | 5 januari 1981    | Conservative Party | Margaret Thatcher (1979–1990) | Thatcher I                                 |                                                   |
| | | Paul Channon (1935–2007)                                                                                      | 5 januari 1981    | 11 juni 1983      | Conservative Party | Margaret Thatcher (1979–1990) | Thatcher I                                 |                                                   |
| | | Graaf Ruthven Grey Gowrie (1939)                                                                              | 11 juni 1983      | 2 september 1985  | Conservative Party | Margaret Thatcher (1979–1990) | Thatcher II                                | Kanselier van het Hertogdom Lancaster (1984–1985) |
| | Richard Luce                                                                                                  | Richard Luce (1936)                                                                                           | 2 september 1985  | 25 juli 1990      | Conservative Party | Margaret Thatcher (1979–1990) | Thatcher II                                |                                                   |
| Thatcher III                                                                                                  | Richard Luce                                                                                                  | Richard Luce (1936)                                                                                           | 2 september 1985  | 25 juli 1990      | Conservative Party | Margaret Thatcher (1979–1990) |                                            |                                                   |
| | | David Mellor (1949)                                                                                           | 25 juli 1990      | 28 November 1990  | Conservative Party | Margaret Thatcher (1979–1990) |                                            |                                                   |
| | | Tim Renton (1932)                                                                                             | 28 november 1990  | 10 april 1992     | Conservative Party | John Major (1990–1997)        | Major I                                    |                                                   |
| Minister van Cultuur Secretary of State for National Heritage                                                 | Minister van Cultuur Secretary of State for National Heritage                                                 | Minister van Cultuur Secretary of State for National Heritage                                                 | Ambtstermijn      | Ambtstermijn      | Partij             | Premier                       | Kabinet                                    | Overige functie(s)                                |
| | | David Mellor (1942)                                                                                           | 10 april 1992     | 25 september 1992 | Conservative Party | John Major (1990–1997)        | Major II                                   |                                                   |
| | | Peter Brooke (1934)                                                                                           | 25 september 1992 | 20 juli 1994      | Conservative Party | John Major (1990–1997)        | Major II                                   |                                                   |
| | Stephen Dorrell                                                                                               | Stephen Dorrell (1952)                                                                                        | 20 juli 1994      | 5 juli 1995       | Conservative Party | John Major (1990–1997)        | Major II                                   |                                                   |
| | Virginia Bottomley                                                                                            | Virginia Bottomley (1948)                                                                                     | 5 juli 1995       | 2 mei 1997        | Conservative Party | John Major (1990–1997)        | Major II                                   |                                                   |
| Minister van Cultuur, Media en Sport Secretary of State for Culture, Media and Sport                          | Minister van Cultuur, Media en Sport Secretary of State for Culture, Media and Sport                          | Minister van Cultuur, Media en Sport Secretary of State for Culture, Media and Sport                          | Ambtstermijn      | Ambtstermijn      | Partij             | Premier                       | Kabinet                                    | Overige functie(s)                                |
| | Chris Smith                                                                                                   | Chris Smith (1951)                                                                                            | 2 mei 1997        | 8 juni 2001       | Labour Party       | Tony Blair (1997–2007)        | Blair I                                    |                                                   |
| | Tessa Jowell                                                                                                  | Tessa Jowell (1947–2018)                                                                                      | 8 juni 2001       | 27 juni 2007      | Labour Party       | Tony Blair (1997–2007)        | Blair II                                   | Minister voor Vrouwen en Gelijkheid (2005–2006)   |
| Blair III | Tessa Jowell                                                                                                  | Tessa Jowell (1947–2018)                                                                                      | 8 juni 2001       | 27 juni 2007      | Labour Party       | Tony Blair (1997–2007)        | Minister voor Olympische Zaken (2005–2010) |                                                   |
| | James Purnell                                                                                                 | James Purnell (1970)                                                                                          | 27 juni 2007      | 24 januari 2008   | Labour Party       | Gordon Brown (2007–2010)      | Brown                                      |                                                   |
| | Andy Burnham                                                                                                  | Andy Burnham (1970)                                                                                           | 24 januari 2008   | 5 juni 2009       | Labour Party       | Gordon Brown (2007–2010)      | Brown                                      |                                                   |
| | Ben Bradshaw                                                                                                  | Ben Bradshaw (1960)                                                                                           | 5 juni 2009       | 11 mei 2010       | Labour Party       | Gordon Brown (2007–2010)      | Brown                                      |                                                   |
| | Jeremy Hunt                                                                                                   | Jeremy Hunt (1966)                                                                                            | 11 mei 2010       | 4 september 2012  | Conservative Party | David Cameron (2010–2016)     | Cameron I                                  |                                                   |
| | Maria Miller                                                                                                  | Maria Miller (1964)                                                                                           | 4 september 2012  | 9 april 2014      | Conservative Party | David Cameron (2010–2016)     | Cameron I                                  | Minister voor Vrouwen en Gelijkheid               |
| | Sajid Javid                                                                                                   | Sajid Javid (1969)                                                                                            | 9 april 2014      | 9 mei 2015        | Conservative Party | David Cameron (2010–2016)     | Cameron I                                  |                                                   |
| | John Whittingdale                                                                                             | John Whittingdale (1959)                                                                                      | 9 mei 2015        | 13 juli 2016      | Conservative Party | David Cameron (2010–2016)     | Cameron II                                 |                                                   |
| | Karen Bradley                                                                                                 | Karen Bradley (1970)                                                                                          | 13 juli 2016      | 11 juni 2017      | Conservative Party | Theresa May (2016–2019)       | May I                                      |                                                   |
| Minister van Digitale Zaken, Cultuur, Media en Sport Secretary of State for Digital, Culture, Media and Sport | Minister van Digitale Zaken, Cultuur, Media en Sport Secretary of State for Digital, Culture, Media and Sport | Minister van Digitale Zaken, Cultuur, Media en Sport Secretary of State for Digital, Culture, Media and Sport | Ambtstermijn      | Ambtstermijn      | Partij             | Premier                       | Kabinet                                    | Overige functie(s)                                |
| | Karen Bradley                                                                                                 | Karen Bradley (1970)                                                                                          | 11 juni 2017      | 8 januari 2018    | Conservative Party | Theresa May (2016–2019)       | May II                                     |                                                   |
| | Matt Hancock                                                                                                  | Matt Hancock (1978)                                                                                           | 8 januari 2018    | 9 juli 2018       | Conservative Party | Theresa May (2016–2019)       | May II                                     |                                                   |
| | Jeremy Wright                                                                                                 | Jeremy Wright (1972)                                                                                          | 9 juli 2018       | 24 juli 2019      | Conservative Party | Theresa May (2016–2019)       | May II                                     |                                                   |
| | Nicky Morgan                                                                                                  | Baroness Morgan van Cotes Nicky Morgan (1972)                                                                 | 24 juli 2019      | 13 februari 2020  | Conservative Party | Boris Johnson (2019–2022)     | Johnson I                                  |                                                   |
| Johnson II | Nicky Morgan                                                                                                  | Baroness Morgan van Cotes Nicky Morgan (1972)                                                                 | 24 juli 2019      | 13 februari 2020  | Conservative Party | Boris Johnson (2019–2022)     |                                            |                                                   |
| | Oliver Dowden                                                                                                 | Oliver Dowden (1978)                                                                                          | 13 februari 2020  | 15 september 2021 | Conservative Party | Boris Johnson (2019–2022)     |                                            |                                                   |
| | Nadine Dorries                                                                                                | Nadine Dorries (1957)                                                                                         | 15 september 2021 | 6 september 2022  | Conservative Party | Boris Johnson (2019–2022)     |                                            |                                                   |
| | Kemi Badenoch                                                                                                 | Michelle Donelan (1984)                                                                                       | 6 september 2022  | 5 juli 2024       | Conservative Party | Liz Truss (2022)              | Truss                                      |                                                   |
| Rishi Sunak (2022–heden)                                                                                      | Kemi Badenoch                                                                                                 | Michelle Donelan (1984)                                                                                       | 6 september 2022  | 5 juli 2024       | Conservative Party | Sunak                         |                                            |                                                   |
| | Lisa Nandy | Lisa Nandy (1979)                                                                                             | 5 juli 2024       | heden             | Labour Party       | Keir Starmer (2024 - heden)   | Starmer                                    |                                                   |